# 拉布拉谢尔
拉布拉谢尔（法語：Lablachère，法語發音：[lablaʃɛʁ]）是法国阿尔代什省的一个市镇，属于拉让蒂耶尔区。

## 地理
拉布拉谢尔（44°27'49"N, 4°12'52"E）面积26.38 平方千米，位于法国奥弗涅-罗讷-阿尔卑斯大区阿尔代什省，该省份为法国东南部内陆省份，北起顺时针与卢瓦尔省、伊泽尔省、德龙省、沃克吕兹省、加尔省、洛泽尔省和上盧瓦爾省接壤。
与拉布拉谢尔接壤的市镇（或旧市镇、城区）包括：莱萨雄斯、尚多拉斯、茹瓦约斯、派扎克、普朗佐勒、里布、圣阿尔邦-欧里奥勒、圣安德烈拉尚、圣热内德博宗。

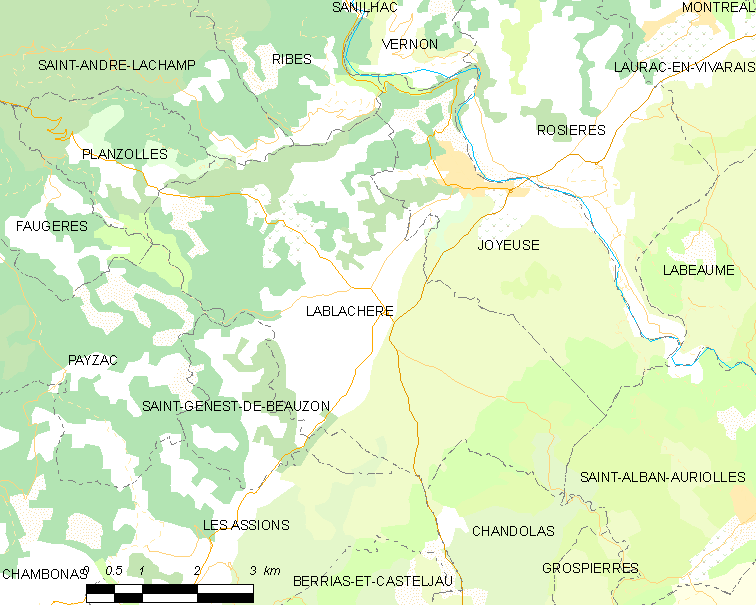
拉布拉谢尔的OSM定位图

拉布拉谢尔的时区为UTC+01:00、UTC+02:00（夏令时）。

## 行政
拉布拉谢尔的邮政编码为07230，INSEE市镇编码为07117。

## 政治
拉布拉谢尔所属的省级选区为阿尔代什塞文县。

## 人口

1962-2008年间拉布拉谢尔人口变化图示

拉布拉谢尔于2022年1月1日时的人口数量为2214人。